# Stay the Night (canção de James Blunt)
"Stay the Night" é o primeiro single do cantor e compositor inglês James Blunt, pertencente ao terceiro álbum de estúdio, Some Kind of Trouble. O single foi lançado mundialmente em 25 de outubro de 2010. No entanto, teve sua estreia antecipada na Áustria, ocorrida no dia 10 de setembro de 2010. A música tem sido um sucesso na ARIA Charts e alcançou o top 10 das paradas musicais na Austrália, algo que não acontecia desde 2005 com as canções de Blunt, quando Goodbye My Lover figurou entre as mais tocadas naquele país.

## Sobre a música
"Stay the Night" foi escrita após Blunt afirmar que estava "cansado de escrever canções de auto-piedade". Em uma entrevista para a STV, Blunt afirmou: "Depois da última turnê eu tentei escrever no piano, mas eu estava me repetindo, escrevendo canções tristes sobre o pobre velho que sou. Eu precisava ficar longe da música por um tempo. Minhas canções novas, mais proeminente "Stay the Night", são mais otimistas. Uma coisa que eu aprendi é que a sua credibilidade artística sai pela janela quando você tem um grande disco. "You're Beautiful" significava algo para mim, mas para a maioria das pessoas, é uma música que eles cantam quando estão bêbados." A letra de "Stay the Night" faz referências à clássica canção de Bob Marley "Is This Love" nas linhas "Just like the song on my radio said / We’ll share the shelter of my single bed". Marley é creditado como co-escritor.

## Desempenho e recepção
Blunt cantou a música ao vivo, pela primeira vez no evento de caridade britânico Help for Heroes, em Twickenham no dia 12 de setembro de 2010. O cantor também a apresentou no programa de televisão norte-americano The Ellen DeGeneres Show em 9 de fevereiro de 2011.
Ryan Brockington do jornal New York Post chamou a canção de "muito alegre e alto-astral", comparando-a ao hit "Hey, Soul Sister" da banda Train.

## Faixas
Promocional
1. "Stay the Night" - 3:34
2. "Stay the Night" (Instrumental) - 3:34

Download digital
1. "Stay the Night" - 3:34

CD Europa (Versão 1)
1. "Stay the Night" - 3:34
2. "Stay the Night" (Wideboys Remix) - 6:05

CD Europa (Versão 2)
1. "Stay the Night" - 3:34
2. "Stay the Night" (Acústico)
3. "Stay the Night" (Fred Falke Remix)
4. "Stay the Night" (Remix Buzz Junkies)
5. "Stay the Night" (Vídeo)